# Шима (река)
Шима — река в Вытегорском районе Вологодской области. Длина реки составляет 37 км. Площадь водосборного бассейна — 257 км².

## Течение
Берёт исток в безлюдной болотистой местности на юге Девятинского сельского поселения. Течёт на юг, затем на юго-запад, пересекает границу Анненского сельского поселения. Основные притоки — Кивручей (правый), Петручей (левый). На берегах реки нет населённых пунктов, напротив устья Шимы на другом берегу Мариинского канала расположена деревня Верхний Рубеж Алмозерского сельского поселения.

## Данные водного реестра
По данным государственного водного реестра России относится к Балтийскому бассейновому округу, водохозяйственный участок реки — Вытегра, речной подбассейн реки — Свирь (включая реки бассейна Онежского озера). Относится к речному бассейну реки Нева (включая бассейны рек Онежского и Ладожского озера).
Код объекта в государственном водном реестре — 01040100512102000017568.